# Черниковский путепровод
Черниковский (Шумавцовский) путепровод — автодорожный (также ранее — трамвайный) путепровод улицы Александра Невского и Уфимского шоссе через участок Уфа — Черниковка Башкирского региона Куйбышевской железной дороги города Уфы.
Один их трёх путепроводов — Дежнёвский и Гастелло — соединяющих Черниковку с остальными южными историческими и жилыми районами города.

## История
В 2006 году с путепровода демонтированы трамвайные пути.